# Halford Mackinder
Sir Halford John Mackinder PC (15. veljače 1861. – 6. ožujka 1947.), engleski geograf i jedan od osnivača geopolitike.

## Rani život i obrazovanje
Rođen je u Gainsboroughu, Lincolnshire kao sin liječnika, a obrazovanje je dobio na Queen Elizabeth's Grammar School, Gainsborough (sada Queen Elizabeth's High School), Epsom College i Christ Church, Oxford. U Oxfordu je krenuo na studij prirodnih znanosti, specijalizirajući zoologiju kod Henryja Nottidgea Moseleya koji je bio prirodoslovac u ekspediciji Challenger. Kada je krenuo na studij povijesti rekao je kako se vraća "starom zanimanju te je uzeo modernu povijest s namjerom da vidi kako bi teorija evolucije izgledala u čovjekovu razvoju". Bio je veliki zagovaratelj promatranja fizičke geografije i antropogeografije kao jedne discipline. Mackinder je bio predsjednik Oxfordske unije tijekom 1883. godine.

## Djelo i utjecaj
Godine 1887. imenovan je za predavača zemljopisa na Sveučilištu u Oxfordu pa je tako prvi pokrenuo studiranje zemljopisa na tom sveučilištu. Sam je Mackinder rekao kako je "platforma dana jednom zemljopiscu". U to je vrijeme ovaj položaj nedvojbeno bio najprestižniji akademski položaj za britanske zemljopisce (geografe). Godine 1895. Mackinder je bio jedan od osnivača London School of Economics. Na Oxfordu je 1899. Mackinder bio pokretna snaga u stvaranju Škole geografije. Iste godine Mackinder je vodio ekspediciju za uspon na Mount Kenyju.
Godine 1902. objavio je "Britain and The British Seas", prvo sveobuhvatno djelo o geomorfologiji Britanskih otoka.
Mackinder je bio član večernjeg kluba Coefficients u kojem su se nalazili društveni reformatori koje su 1902. okupili fabijanski promicatelji Sidney i Beatrice Webb.
Godine 1904. Mackinder je Kraljevskom geografskom društvu poslao članak "The Geographical Pivot of History" u kojem je formulirao teoriju Heartlanda. Ovaj događaj često se smatra ako ne temeljnim, onda jednim od temeljnih trenutaka geopolitike kao predmeta istraživanja, iako Mackinder nije uporabio taj termin. Iako je u početku teorija Heartlanda zadobila malenu pažnju izvan geografije, ova će teorija kasnije neprestano utjecati na vanjsku politiku svjetskih sila.
Mackinder je 1892. pomogao u osnivanju Sveučilišta u Readingu, a 1893. i Geografskog udruženja koje je promicalo (i promiče) poučavanje geografije u školama. Od 1913. do 1946. predsjedao je Geografskim udruženjem, a dužnost predsjednika obavljao je od 1916. godine.
Vjerojatno razočaran što nije postao pročelnikom katedre, Mackinder je napustio Oxford i postao ravnatelj London School of Economics te je na toj dužnosti bio od 1903. do 1908. godine. Nakon 1908. koncentrirao se na zagovaranje carskog jedinstva, pa je samo izvaredno predavao. U parlament je izabran u siječnju 1910. kao član Unionističke stranke za birački okrug Glasgow Camlachie, a poražen je 1922. godine. Imenovan je vitezom tijekom novogodišnje svečanosti 1920. zbog svojih zasluga kao zastupnik u parlamentu.
Njegovo sljedeće veliko djelo iz 1919. godine, Democratic Ideals and Reality, bila je perspektiva na djelo iz 1904. u svjetlu mirovnih ugovora i idealizma Woodrowa Wilsona. U njemu je sadržan njegov najpoznatiji citat: "Tko vlada istočnom Europom zapovijeda Heartlandom. Tko vlada Heartlandom zapovijeda Svjetskim otokom. Tko vlada Svjetskim otokom zapovijeda svijetom." Ova je poruka sastavljena za svjetske državnike na Mirovnoj konferenciji u Versaillesu. Naglasak na istočnoj Europi kao na strateškoj ruti do Heartlanda interpretiran je kao potreban područje tampon država zgog odvajanja Njemačke od Rusije. Te su države stvorili mirovni pregovarači, no to se 1939. pokazalo kao neučinkovit bedem. Iako je Mackinder bio protuboljševik (kao britanski visoki povjerenik pokušao je ujediniti belogardejske snage), glavna zadaća njegova rada bilo je upozorenje na mogućnost drugog većeg rata (upozorenje koje je također dao ekonomist John Maynard Keynes).

## Značaj Mackindera
Mackinder rad otvorio je put za uspostavu zemljopisa kao zasebne discipline u Ujedinjenom Kraljevstvu. Oxford nije osnovao katedru za zemljopis sve do 1934. dok su Sveučilište u Liverpoolu i Sveučilište u Aberystwythu to učinili već 1917. godine. Mackinder je 1923. dobio osobnu katedru na London School of Economics. Njegova uloga u poticanju predavanja zemljopisa vjerojatno je bila veća od bilo kojeg drugog britanskog geografa.

## Utjecaj na nacional-socijalističku strategiju
Teoriju Heartlanda s velikim entuzijazmom preuzela je njemačka škola geopolitike, a posebice njezin značajni član Karl Haushofer. Iako je kasnije u 1930-ima geopolitiku preuzeo njemački nacional-socijalistički režim, Mackinder je uvijek bio vrlo kritičan prema njemačkoj eksploataciji njegovih ideja. Njemačka interpretacija teorije Heartlanda eksplicitno je navedena (bez spominjanja veze s Mackinderom) u filmu The Nazis Strike, drugom dijelu Caprine serije Why We Fight američkih propagandnih filmova iz Drugog svjetskog rata.

## Mackinder o zemljopisu
"…znanost čija je glavna funkcija istražiti interakciju čovjeka u društvu i što više njegovog okoliša koji se lokalno razlikuje."
"Znanost o distribuciji. To je znanost koja istražuje opći raspored stvari na površini Zemlje." Mackinder je također zaslužan za uvođenje dva nova termina u engleski rječnik: "manpower", "heartland".